# Вентнор
Вентнор (англ. Ventnor) — город на юго-восточном побережье острова Уайт, Население — 6 257 человек (1991 год). Вентнор относится к почтовому району Портсмута, которому соответствует код «PO».

## География
Расположен на юго-восточном обрывистом побережье, в километре к югу от горы Сент Бонифэйс Даун — высочайшей вершины острова Уайт (241 метр).

## История

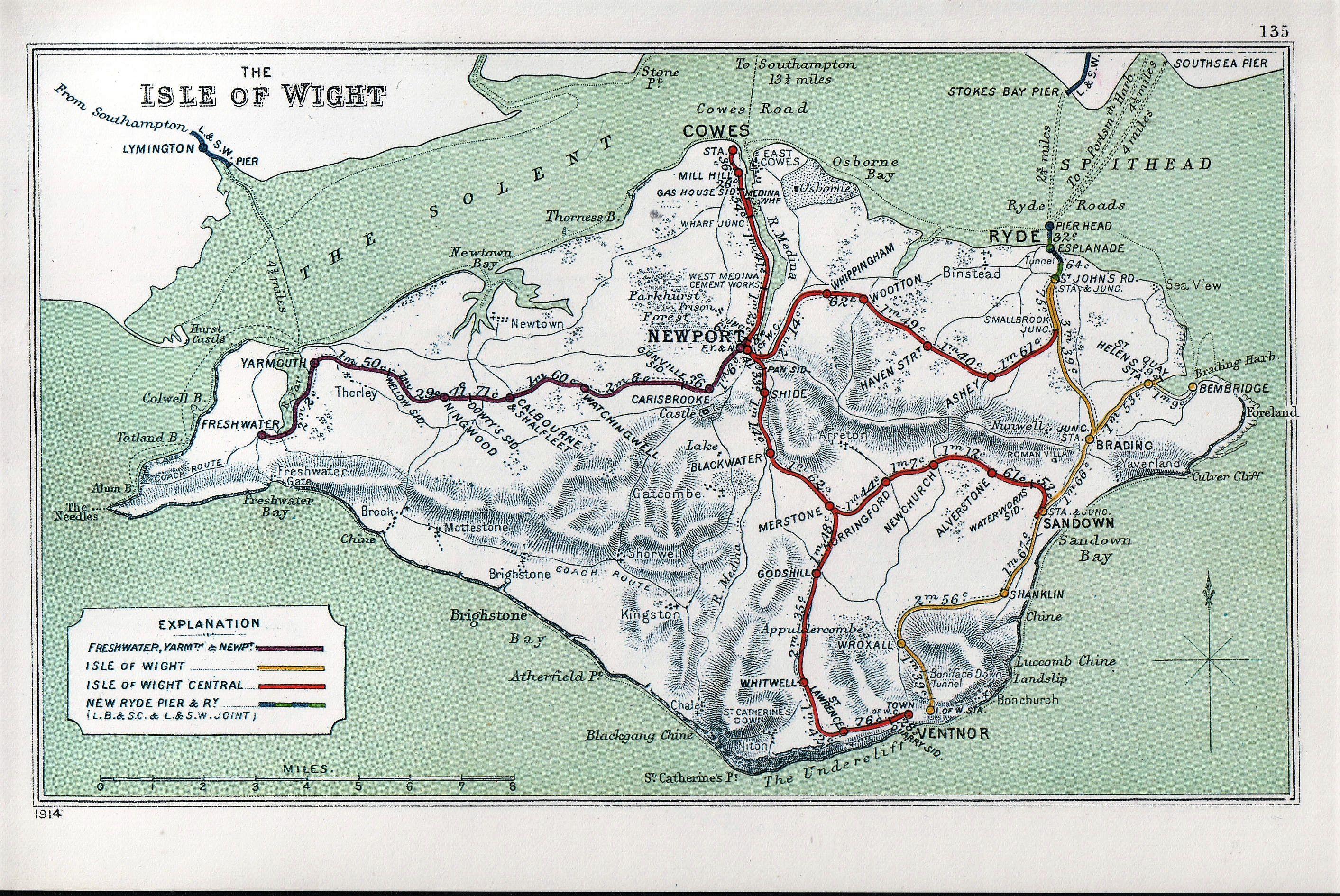
Карта железных дорог острова Уайт. 1914 год.

Вентнор возник из маленького рыбацкого посёлка, расположенного между деревнями Бончёрч и Сент Лоуренс, в наше время ставшими частью города.
С 1866 по 1966 год в Вентноре работала неэлектрифицированная железная дорога. Станция «Ventnor» входила в железнодорожную ветку Островная линия и обслуживалась компанией «Isle of Wight Railway». Станция «Ventnor West» обслуживалась компанией «Isle of Wight Central Railway».

## Транспорт

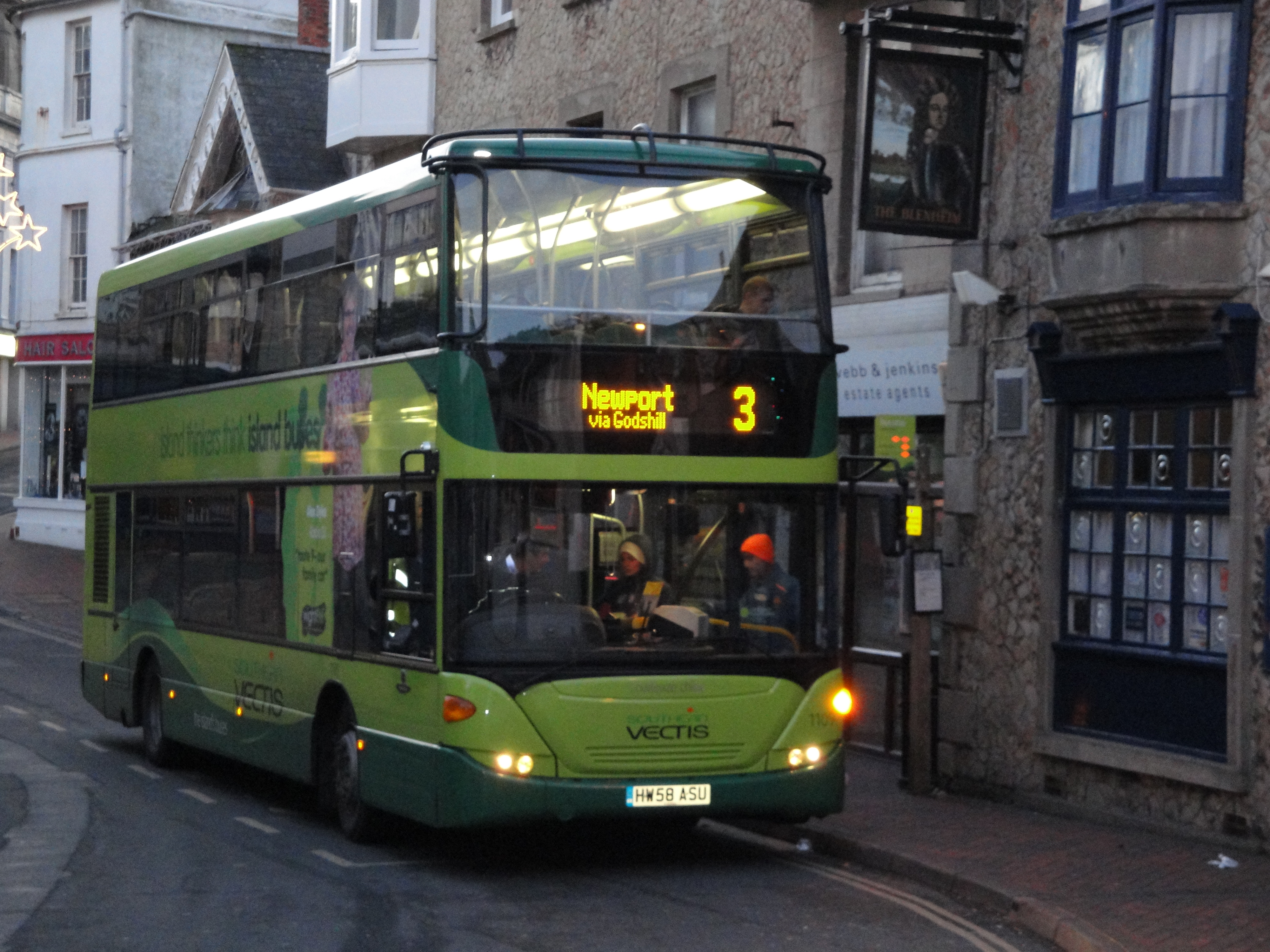
Маршрут № 3 компании «Southern Vectis». Вентнор.

Автобусные маршруты № 3 и № 6 компании «Southern Vectis» связывают Вентнор со столицей острова Ньюпортом, городами Сандаун и Шанклин, деревней Годсхилл.

## Политика и власть
Полицейский участок города Вентнор относится к району «Остров Уайт» восточной зоны «Полиции Хэмпшира». Участок пожарно-спасательной службы расположенный в городе относится к пожарно-спасательной службе острова Уайт.
При выборах в парламент Вентнор входит в избирательный округ «Остров Уайт».

## Культура

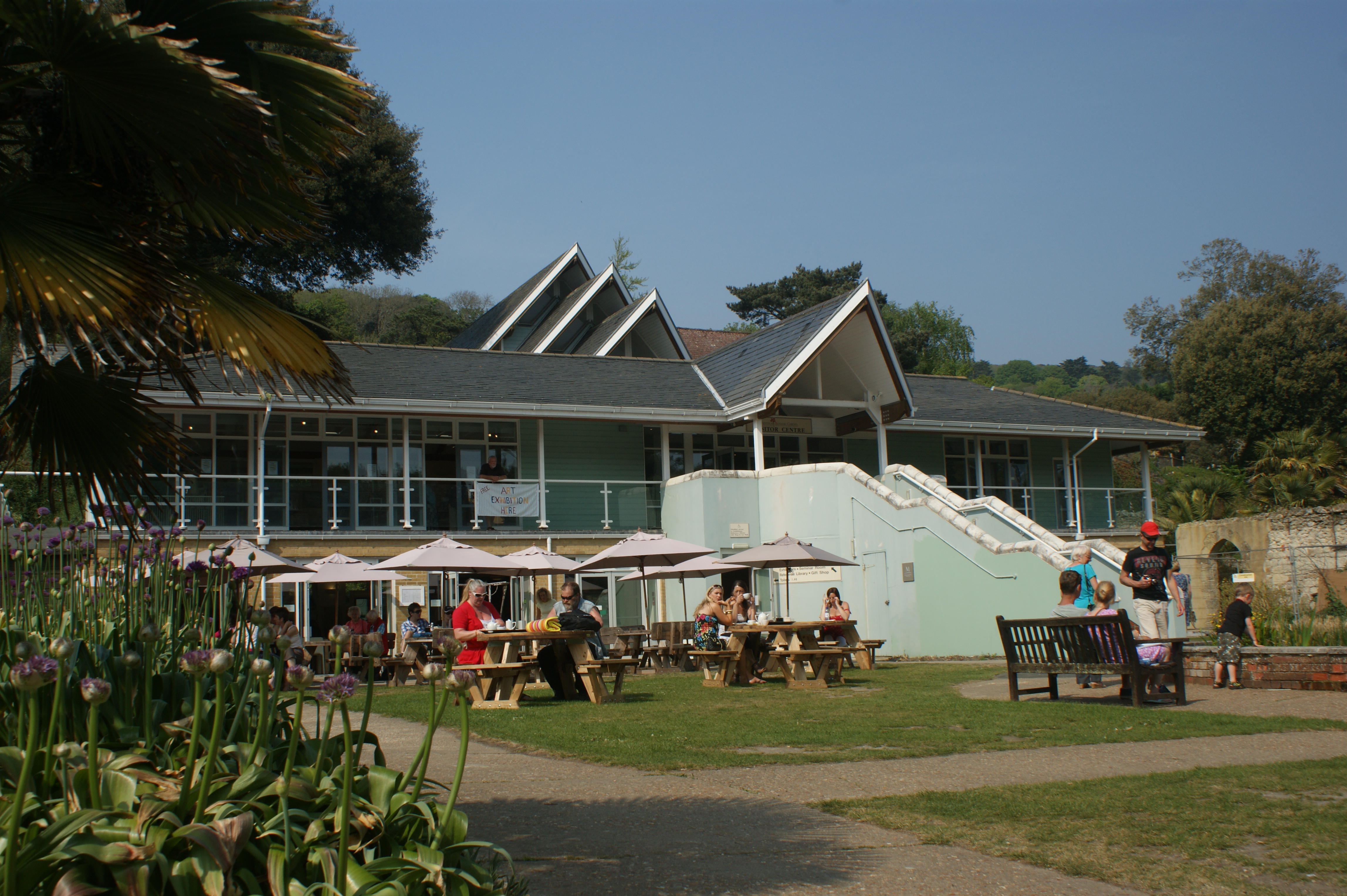
Ботанический сад Вентнора. Кафе и гостиная.

В начале 2000-х годов в городе был образован музыкальный коллектив «The Bees».
Через город и вдоль всего побережья острова Уайт проходит пешеходная тропа «Isle of Wight Coastal Path».
Ботанический сад Вентнора заложен в 1970 году на месте закрытого госпиталя-санатория для больных туберкулёзом Royal National Hospital for Diseases of the Chest, основанного А. Гассалем в 1869 году. Санаторий был закрыт в 1964 году в связи с тем, что смысл подобных учреждений был утрачен с распространением антибиотиков. В коллекции современного ботсада большое количество видов деревьев и кустарников умеренного и субтропического поясов.

## Известные жители
- Брайан Мёрфи — актёр.
- Артур Гассаль — медик и химик

## Интересные факты
- Вентнор Сити в штате Нью-Джерси был назван в 1889 году по названию города на острове Уайт.